# 阿爾蒙特河

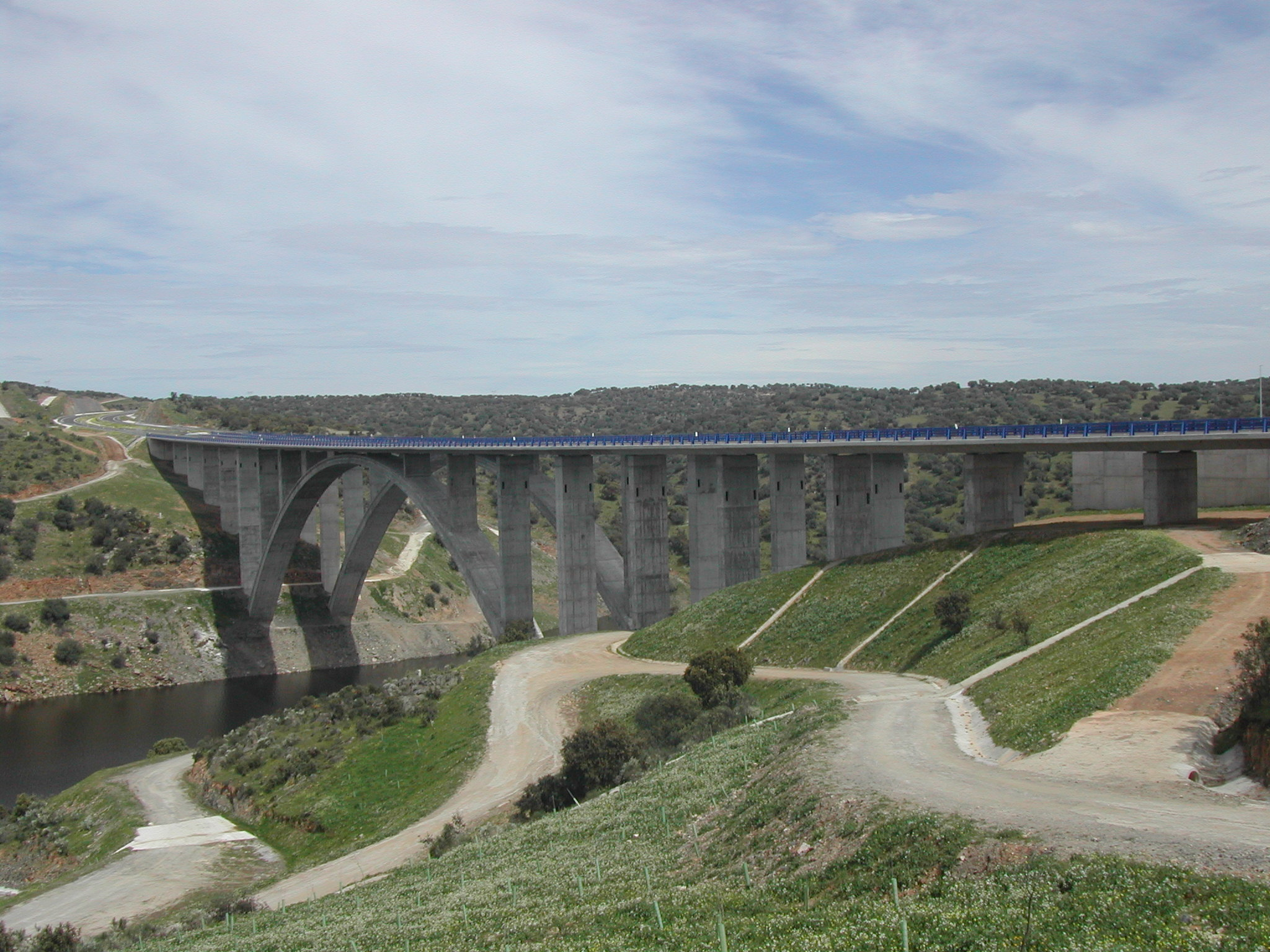
阿爾蒙特河

阿爾蒙特河（西班牙語：Río Almonte）是西班牙的河流，位於該國西部埃斯特雷馬杜拉的卡塞雷斯省，屬於塔霍河的支流，是伊比利亞半島最長的河流，發源自拉維柳埃爾卡斯山脈。
39°41′03″N 6°27′36″W / 39.6842°N 6.45996°W